# Peter Mertens (Politiker)

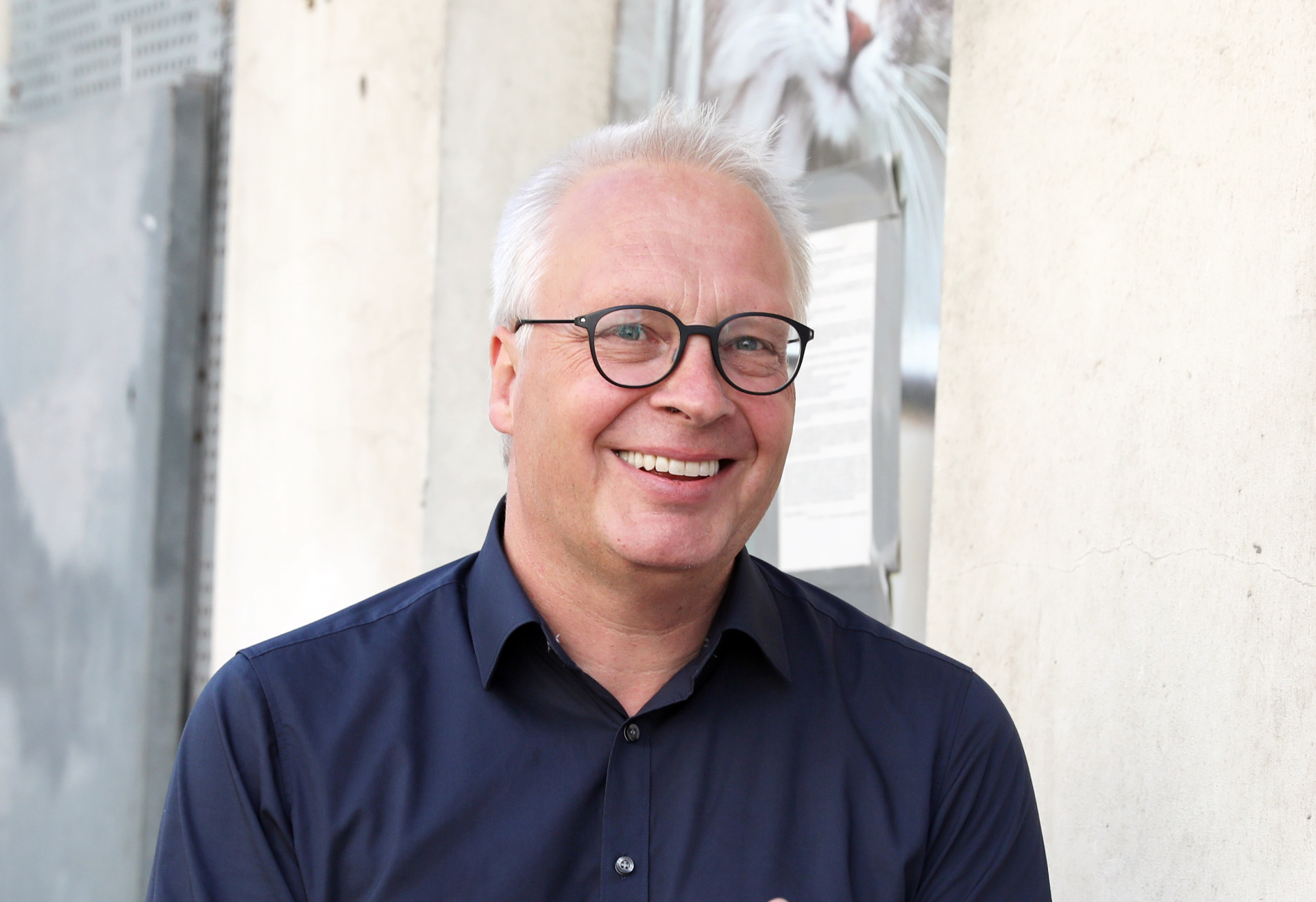
Peter Mertens

Peter Mertens (* 17. Dezember 1969 in Antwerpen) ist ein belgischer Publizist und Politiker. Seit 2008 ist er Präsident der Partij van de Arbeid  (PVDA) und seit 2019 Mitglied der belgischen Abgeordnetenkammer.

## Leben

### Jugend
Peter Mertens wurde am 17. Dezember 1969 in Wilrijk (Antwerpen) geboren. Er wuchs in Sint-Antonius auf und besuchte das Sint-Jan Berchmans-Gymnasium in Westmalle.
In dieser Zeit engagierte sich der junge Peter Mertens im Kampf gegen Rassismus und Faschismus. Anschließend studierte er Politik- und Sozialwissenschaften an der Universität St.-Ignatius Antwerpen. Im Alter von 18 Jahren gründete er die Organisation 'Studenten tegen Racisme' (Studenten gegen Rassismus, SteR). Er studierte Soziologie an der Universität Gent. Im Jahr 1991, noch in Gent, führte er die studentische Protestbewegung gegen den Golfkrieg an. Später organisierte er zusammen mit der Genter Studentenbewegung zahlreiche Solidaritätsaktionen mit den Arbeitern der Boel-Werft in Temse an der Schelde, einer von der Schließung bedrohten Schiffswerft. Zu dieser Zeit wurde er Mitglied der PVDA.
Im Jahr 1994 wurde er Präsident der MLB (Marxistisch-Leninistische Beweging), dem Studentenverband der PVDA. Er beteiligte sich an der Streikbewegung im französischsprachigen Bildungssektor gegen die vom damaligen Minister für Hochschulbildung des französischsprachigen Landesteils, Michel Lebrun, geplanten Reformen.
Im selben Jahr machte er seinen Abschluss in Soziologie. Er arbeitete anderthalb Jahre lang als Aushilfskraft für Industriereinigungsfirmen und Subunternehmer im Genter Hafengebiet.

### Politiker
1995, auf dem fünften PVDA-Kongress, wurde er als Jugendvorsitzender in den Nationalrat der Partei gewählt. Drei Jahre später legte er diesen Vorsitz nieder, um politischer Sekretär der Antwerpener Provinz-Parteiorganisation zu werden.
Auf dem siebten PVDA-Kongress im Jahr 2002 wurde er zum Mitglied des Parteibüro gewählt. Vier Jahre später übernahm er die leitende Verantwortung der Geschäftsführung der Partei.
Im Jahr 2007 startete die PVDA ihren Erneuerungskongress, an dem 460 Delegierte teilnahmen. Auf der letzten Sitzung am 2. März 2008 wurde Peter Mertens zum Nachfolger des damaligen Parteivorsitzenden Ludo Martens gewählt, der aufgrund gesundheitlicher Probleme ausschied. Schon bald begann er, seinen Wirkungskreis auszudehnen und ein breiteres Publikum anzusprechen. Als Vorsitzender kündigte er zugleich an, die Partei in Übereinstimmung mit den Beschlüssen des Kongresses neu aufzustellen. Damit wandte er sich vom Maoismus und Stalinismus ab.
Über die neue Richtung, die die Partei einschlagen müsse, veröffentlichte Mertens 2009 sein Buch Op mensenmaat („In menschlichem Maß“). Eine Fortsetzung erschien zwei Jahre später im Dezember 2011 unter dem Titel Hoe durven ze? („Wie können sie es wagen?“). Von diesem auch auf Deutsch erschienenen Buch in flämischer Sprache wurden bis Mai 2012 17.000 Exemplare verkauft.
Bei den Kommunalwahlen 2012 war er Spitzenkandidat zum Stadtrat von Antwerpen. Er wurde mit 8976 Vorzugsstimmen gewählt. Damit stand er an vierter Stelle auf der Beliebtheitsskala der Antwerpener Kommunalpolitiker, nach Bart De Wever (N-VA), Patrick Janssens (sp.a) und Filip Dewinter (Vlaams Belang).
Im Jahr 2014 führte Peter Mertens die Antwerpener Liste für die Belgische Abgeordnetenkammer an. Mit 26.010 Vorzugsstimmen und einem Ergebnis von 4,5 % im Wahlkreis Antwerpen verpasste er knapp die Wahlhürde. Bei der gleichen Wahl wurden die ersten Mitglieder der PTB/PVDA in das Abgeordnetenkammer gewählt: Raoul Hedebouw und Marco Van Hees.
Bei den Kommunalwahlen 2018 wurde Peter Mertens mit 11.842 Vorzugsstimmen erneut in den Gemeinderat gewählt.

### In der Abgeordnetenkammer
Bei den Parlamentswahlen 2019 kandidierte Mertens als Spitzenkandidat der PVDA für den Wahlkreis Antwerpen und gewann einen Sitz im Parlament. Er erhielt 46.802 Vorzugsstimmen, was ihm landesweit den 12. Platz für die Abgeordnetenkammer einbrachte. Er wurde zum ersten niederländischsprachigen Marxisten im Föderalen Parlament seit 1981.

## Schriften

### Niederländisch
- De Belgische vakverenigingen tijdens en na de Tweede Wereldoorlog. Gent 1993.
- Herwig Lerouge, Peter Mertens u. a.: Het fascisme gisteren en vandaag. EPO, 2000, ISBN 90-6445-202-4.
- De arbeidersklasse in het tijdperk van de transnationale ondernemingen. Imast, 2006.
- Op Mensenmaat (Stof voor een socialisme zonder blauwe plekken). EPO, 2009, ISBN 978-90-6445-507-0.
- Hoe durven ze? (De euro, de crisis en de grote hold-up). EPO, 2011, ISBN 978-94-91297-13-7.

### Deutsch
- Wie können sie es wagen? Der Euro, die Krise und der große Raubzug. VAT Verlag André Thiele, Mainz 2013, ISBN 978-3-95518-003-4.
- Die Millionärssteuer und sieben andere brillante Ideen, die Welt zu verändern. Neue Impulse Verlag, Essen 2015, ISBN 978-3-910080-83-6.
- Uns haben sie vergessen. Die werktätige Klasse, die Pflege und die Krise, die kommt. Verlag im Park, Berlin 2020, ISBN 978-3-947094-77-6.
- Meuterei. Wie unsere Weltordnung ins Wanken gerät. Brumaire, Berlin 2024, ISBN 978-3-948608-55-2.